# Mirae-Straße
Koordinaten: 38° 59′ 45,7″ N, 125° 44′ 13,9″ O
Die Mirae-Straße (미래과학자거리) (Mirae für Zukunft) ist eine Straße bzw. Wohngebiet in Nordkoreas Hauptstadt Pjöngjang. Sie gilt als Wissenschaftlerwohnviertel und ist hauptsächlich Wohnort für verdiente Mitarbeiter der staatlichen Technischen Universität Kim Ch’aek gedacht und wurde in einem Zeitraum von gut 1½ Jahren zwischen Mai 2014 und Oktober 2015 auf Anordnung Kim Jong-uns errichtet, der damit „moderne Wohnhäuser für patriotische Wissenschaftler und Pädagogen“ schaffen wollte. Er gab der Straße auch ihren Namen „Mirae“ für Zukunft. Am 21. Oktober führte Kim Jong-un hier eine seiner "Vor-Ort-Anleitungen" durch. Ab dem 3. November 2015 wurde das Areal seiner Bestimmung übergeben. Bei der Zeremonie waren hochrangige Politiker der Partei der Arbeit Koreas (PdAK) zugegen; Pak Pong-ju, Choe Thae-bok, Pak Yong Sik, O Su Yong, Ro Tu-chol sowie weitere Funktionäre. Mitte Dezember 2015 wohnten hier ca. 3000 Menschen. Das Automation Institute of Kim Ch’aek University of Technology wurde hier zeitgleich errichtet.
Weiterhin gibt es hier diverse Einrichtungen wie Kindergärten, Kaufhäuser oder einen Tennisplatz. Die Straße ist sechsspurig angelegt und wird von einer Linie des Oberleitungsbus Pjöngjang bedient. Sie liegt im Stadtbezirk P’yŏngch’ŏn-guyŏk (Haeun-dong) in der Nähe des Hauptbahnhofs Pjöngjang unterhalb der Yanggak-Brücke und verläuft parallel zum Taedong-gang.
Im Stadtgebiet Pjöngjangs gibt es noch die Unha-Scientiest-Straße mit ähnlicher Bedeutung.